# 128

128(백이십팔)은 127보다 크고 129보다 작은 자연수다.

## 수학
- 합성수로, 그 약수는 1, 2, 4, 8, 16, 32, 64, 128이다. 진약수의 합은 127이므로, 128은 부족수다.
- 2번째 7제곱수(27)다. 다음 7제곱수는 2187이다.
- {\displaystyle 128=61+67}
  - 연속하는 두 소수(素數)의 합으로 나타낼 수 있으며, 이 성질을 지닌 앞의 수는 120, 다음 수는 138이다.
- {\displaystyle 63^{2}-1}은 128로 나누어떨어진다.

## 과학
- NGC 128: 물고기자리 방향에 있는 렌즈형은하.

## 교통

### 철도
- 수도권 전철 1호선 동대문역의 역번호.
- 부산 도시철도 1호선 부산대역의 역번호.
- 대구 도시철도 1호선 교대역의 역번호.

### 도로
- 일본 128번 국도(일본어판): 지바현 다테야마시에서 지바시 주오구까지 이어지는 일본의 국도.
- 현도 제128호선

## 군사
- U-128(영어판): 제2차 세계 대전에 사용된 나치 독일의 군용 잠수함.

## 문화유산
- 대한민국의 국보 제128호: 금동관음보살입상
- 대한민국의 보물 제128호: 합천 반야사지 원경왕사비
- 대한민국의 사적 제128호: 양주 회암사지

## 방송
- 스카이라이프의 UXN 채널 번호.
- 지니 TV의 마운틴TV 채널 번호.
- U+ TV의 볼링플러스 채널 번호.
- LG헬로비전의 리빙TV 채널 번호.
- B tv 케이블의 아이넷라이프 채널 번호.

## 기타
- 날짜: 1월 28일, 12월 8일
- 연도: 128년, 기원전 128년
- 대한민국의 환경 오염 신고 전화번호.